# Línea de control real

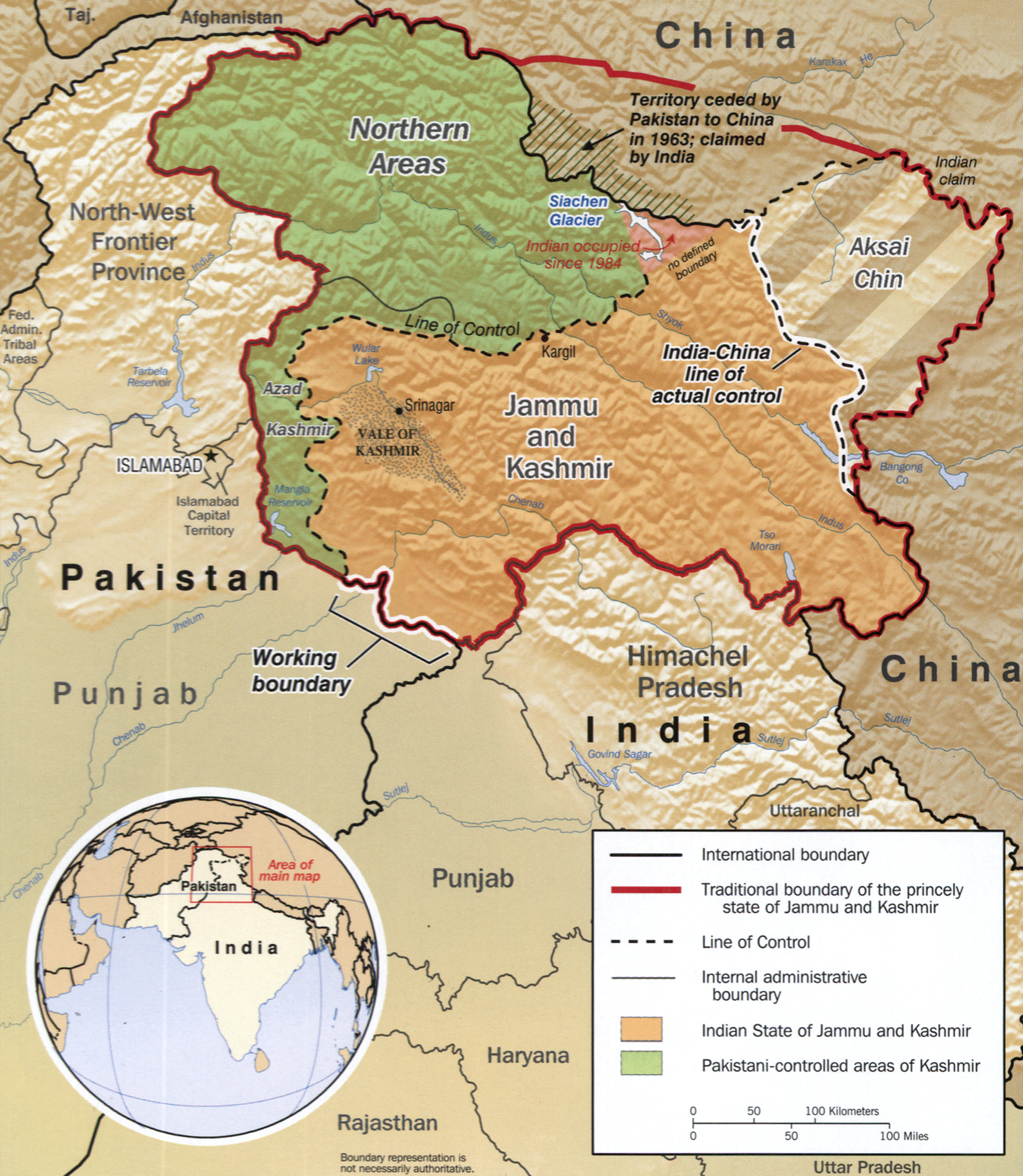
La parte occidental de la línea de control real, que se encuentra en la frontera entre China e India en la región de Himalaya. La línea fue el motivo de una breve guerra en 1962.

La línea de control real es la frontera efectiva entre China e India. Mide 4.057 km de longitud y atraviesa el territorio de los estados indios del norte: al oeste Ladakh y Cachemira, en el centro Uttarakhand e Himachal y al este Sikkim y Arunachal. El primer ministro chino Zhou Enlai fue el primero en utilizar el término para referirse a la frontera en una carta dirigida a Nehru, primer ministro indio, el 24 de octubre de 1959.

## Origen del término
En una carta fechada el 7 de noviembre de 1959 Zhoul le dijo a Nehru que la LAC consistía en la "Línea McMahon al este y la línea en la que cada estado ejerce su control en el oeste. Durante la guerra entre China e India de 1962, Nehru afirmó desconocer la ubicación de la línea:
"No tiene sentido la oferta china de retirarse a veinte kilómetros de lo que ellos llaman 'línea de control real'. ¿Qué es esa 'línea de control'? ¿Es la línea que han creado con su agresión desde comienzos de septiembre? Avanzar cuarenta o 60 kilómetros en una patente agresión militar y ofrecer una retirada de ambos bandos 20 kilómetros es una manipulación que no engaña a nadie."
Zhou respondió que la LAC era "básicamente la línea de control real que existía entre China e India el 7 de noviembre de 1959. Definiéndola de forma concreta, en el sector oeste coincide con la llamada línea McMahon, y en los sectores central y este coincide con la línea de uso tradicional que ha sido consistentemente señalada por China."
El término adquirió un reconocimiento legal en los acuerdos entre China e India firmados en 1993 y 1996. El acuerdo de 1996 establece que "Ninguna actividad de ningún estado sobrepasará la línea de control real."